# Sade (banda)
Sade (pronunciado /ʃɑːˈdeɪ/) es una banda inglesa de R&B que se formó en 1983. La banda combina elementos del R&B, soul, jazz, funk y soft rock. La banda se llama así por su vocalista, apodada “Sade” Adu.
El álbum debut de Sade, Diamond Life, alcanzó la lista de los diez primeros en Reino Unido a finales de 1984 consiguiendo un disco de platino. En 1986, Sade ganó el Grammy a mejor artista revelación. Las ventas de Sade en Estados Unidos alcanzaron los 23,5 millones de unidades según la Recording Industry Association of America (RIAA), superando los 50 millones de discos en todo el mundo a fecha de hoy. Ocupan el puesto 50 de la lista de VH1 de los 100 mejores artistas de todos los tiempos.

## Integrantes
- Sade Adu – voz, letrista, compositora
- Stuart Colin Matthewman – guitarra, saxo, compositor
- Paul Spencer Denman – bajo, compositor
- Andrew Hale – teclados, compositor

## Discografía
| Álbumes de estudio - Diamond Life (1984) - Promise (1985) - Stronger Than Pride (1988) - Love Deluxe (1992) - Lovers Rock (2000) - Soldier of Love (2010) | Álbumes recopilatorios - The Best of Sade (1994) - The Ultimate Collection (2011) Otros álbumes - Remix Deluxe (1992) - Lovers Live (2002) |

## Videografía

### Vídeo / Actuaciones en vivo
- Live Aid (1985)
- Life Promise Pride Love (1993)
- Live Concert Home Video (1994)
- Lovers Live (2002)
- The Ultimate Collection DVD Videos (2011)

### Music videos
| Diamond Life' (1985) - Your Love is King – 3:37 (Directed by Jack Semmens) - Smooth Operator – 4:17 (Directed by Julian Temple) - Hang on to Your Love – 3:58 (Directed by Brian Ward) - When am I Going to Make a Living – 3:34 (Director unknown, this video is not available on the Sade video collection) Promise (1986) - Never as Good as the First Time – 3:54 (Directed by Brian Ward) - Sweetest Taboo – 5:02 (Directed by Brian Ward) - Is it a Crime – 7:02 (Directed by Brian Ward) Stronger Than Pride (1988) - Paradise – 3:37 (Directed by Alex McDowell) - Nothing Can Come Between Us – 3:51 (Directed by Sophie Muller) - Turn My Back on You – 4:08 (Directed by Sophie Muller) - Love is Stronger Than Pride (Directed by Sophie Muller) | Love Deluxe (1992) - No Ordinary Love – 4:01 (Directed by Sophie Muller) - Cherish The Day – 4:23 (Directed by Albert Watson) - Kiss of Life – 4:11 (Directed by Albert Watson) - Feel No Pain – 3:47 (Directed by Albert Watson) Lovers Rock (2000) - By Your Side – 4:25 (Directed by Sophie Muller) - King Of Sorrow – 4:40 (Directed by Sophie Muller) Voices for Darfur (2005) - Mum - 2:42 (The footages are from Sudan) Soldier of Love (2010) - Soldier of Love – 4:59 (Directed by Sophie Muller, released January 12, 2010. Shot on Location in London, England) - Babyfather – 4:10 (Directed by Sophie Muller) |